# Aeroportul Thargomindah
Aeroportul Thargomindah (IATA: XTG, ICAO: YTGM) este un aeroport din Queensland, Australia.
Situat la o altitudine de 134 m, aeroportul dispune de o singură pistă. Este operat de Shire of Bulloo⁠(d).